# Paul Arizin
Paul Joseph Arizin (* 9. April 1928 in Philadelphia, Pennsylvania; † 12. Dezember 2006 in Springfield, Pennsylvania) war ein US-amerikanischer Basketballspieler.

## Karriere
Arizin war 1,93 m groß und spielte auf der Position des Small Forward. Zwischen 1950 und 1962 spielte er in der NBA für die Mannschaft der Philadelphia Warriors. Arizin wurde 1952, 1956 und 1957 ins All-NBA First Team gewählt. Zudem wurde Arizin zehnmal für ein NBA All-Star Game nominiert. 1952 wurde er zum wertvollsten Spieler des All-Star Spiels gewählt. 1956 gewann er mit den Warriors die Meisterschaft.
Die Saisons 1952/53 sowie 1953/54 hatte er ausgesetzt und war den US-Marines beigetreten. Anders als oft behauptet kämpfte er nicht im Koreakrieg, sondern blieb auf der Basis in Quantico, Virginia stationiert.
Er war der erste Flügelspieler, der die NBA in der Punktestatistik anführen konnte. Zweimal war er der „Topscorer“ der Liga. Beim ersten Mal, in der Saison 1952, erzielte er im Durchschnitt 25,4 Punkte. Beim zweiten Mal, in der Saison 1957, erzielte er im Durchschnitt 25,6 Punkte. Paul Arizin trug wesentlich zur Weiterentwicklung des Spiels bei. So war er einer der ersten Spieler, die effektiv mit dem Sprungwurf punkten konnten. Diese heutige Standard-Wurftechnik war damals weitgehend unbekannt, stattdessen punkteten die Spieler mit einem beidhändigen Standwurf. Arizin entdeckte den Sprungwurf eher zufällig für sich: Nachdem er mangels Talent aus dem Highschool-Team geflogen war, spielte er in mehreren Hobby-Ligen. Diese liefen oft in Tanzhallen auf, deren Böden entsprechend glatt waren. Um nicht wegzurutschen, warf Arizin im Sprung – und extrem flach, weil die Hallendecken in der Regel niedrig waren.
Nach seiner NBA-Karriere spielte Arizin für die Camden Bullets in der EPBL, mit denen er 1964 den Titel gewann.
1978 wurde Paul Arizin in die Naismith Memorial Basketball Hall of Fame aufgenommen.